# Entodon flavovirens
Entodon flavovirens är en bladmossart som beskrevs av C. Müller 1879. Entodon flavovirens ingår i släktet Entodon och familjen Entodontaceae. Inga underarter finns listade i Catalogue of Life.